# Nifon Rusailă

Cavoul mitropolitului Nifon Rusailă din cimitirul mănăstirii Cernica

Nifon Rusailă (numele de mirean Nicolae Rusailă; n. 1789, București, Țara Românească – d. 5 mai 1875, București, România) a fost un cleric ortodox român, care a deținut funcția de mitropolit al Ungrovlahiei (1850-1875) și care a devenit în 1865 primul mitropolit-primat al României. A avut un rol major la unirea principatelor române din 1859. 

## Mitropolit al Ungrovlahiei
Nicolae Rusailă s-a născut în anul 1789 (1797 după Dimitrie R. Rosetti), în București, din părinți români. A urmat cursurile școlii bisericești Oțetari, iar în 1809 se duce la Mănăstirea Cernica unde îmbrățișează schima monahală cu numele de Nifon. A fost hirotonit ierodiacon la Mitropolie, iar în 1826 ieromonah.
Este promovat la 1 februarie 1827 ca iconom stavrofor și protosinghel la Episcopia Râmnicului și în 1836 ca arhimandrit de către episcopul Neofit al Râmnicului. După ce Neofit ajunge mitropolit, este numit la 19 decembrie 1839 stareț la Mănăstirea Cozia. La finele anului 1841 este numit vicar al Mitropoliei Ungrovlahiei. În urma intervenției mitropolitului Neofit pe lângă patriarhul de Constantinopol, la 24 octombrie 1842 a fost hirotonit arhiereu titular al Sevastiei păstrându-și funcția de vicar al mitropoliei. În timpul Revoluției de la 1848 a fost numit ocârmuitor provizoriu al Episcopiei de Râmnic (ianuarie 1848 - septembrie 1850), iar după demisionarea mitropolitului Neofit a condus, ca vicar, mitropolia Ungrovlahiei (11 august 1849 - 14 septembrie 1850). 
La 14 septembrie 1850 a fost ales mitropolit al Ungrovlahiei, fiind înscăunat la 8 octombrie 1850. La data de 11 ianuarie 1865 i s-a acordat titlul de „mitropolit primat” al României, păstorind până la moarte. Seminariile teologice eparhiale, închise în cursul revoluției din 1848, s-au redeschis în anul 1851. În anul 1852 a înființat o tipografie, în care a editat aproape toate cărțile de slujbă (mai târziu a luat-o statul). A refăcut cu cheltuiala sa câteva lăcașuri de închinare (Mănăstirea Zamfira, Schitul Cetățuia din Râmnicu Vâlcea) și a ridicat din temelie biserica din Letca Nouă. 
Mitropolitul Nifon a îndeplinit funcția de președinte al Divanului Ad-hoc din București la 29 septembrie 1857 și al Adunării elective care a ales domn pe Alexandru Ioan Cuza la 24 ianuarie 1859. În 1864 se înființează și Senatul României, mitropolitul Nifon devenind primul președinte al Senatului. În timpul păstoririi lui, au avut loc cunoscutele reforme bisericești ale lui Alexandru Ioan Cuza (secularizarea averilor mănăstirești, Legea sinodală, Legea pentru numirea de mitropoliți și episcopi eparhioți). În 1865 este numit primat al României.
La 10 mai 1866 îl întâmpină pe prințul Carol care depune, în aceeași zi, jurământul de credință în fața mitropolitului.
În anul 1872 s-a promulgat „Legea organică pentru alegerea de mitropoliți și episcopi și pentru constituirea Sfântului Sinod”. În 17 noiembrie 1872 a înființat - din banii săi - un al doilea seminar în București, cu 4 clase, care i-a purtat numele. Acest seminar s-a întreținut - până în anul 1948 - din fondurile lăsate de mitropolit și din veniturile moșiei Letca Nouă. Mitropolitul Nifon Rusailă a încetat din viață la 5 mai 1875, în București, fiind îngropat la Mănăstirea Cernica. Mitropolitul Nifon a rămas în istorie ca primul conducător al unei biserici românești autonome și primul președinte al Senatului, dar și ca omul de bază în tot ceea ce a constituit unirea principatelor și crearea unui stat român modern.

## Numismatică
La 2 iunie 2014 Banca Națională a României a pus în circulație, în atenția colecționarilor, un set de trei monede (din aur, din argint și din tombac cuprat), precum și o monedă din argint, cu ocazia împlinirii a 150 de ani de la înființarea Senatului României.
Monedele din aur au valoarea nominală de 100 de lei, au titlul de 900‰, diametrul de 21 mm, o greutate de 6,452 grame și cantul zimțat. Toate monedele de argint, au valoarea nominală de 10 lei, titlul de 999‰, diametrul de 37 mm, o greutate de 31,103 grame, iar cantul este zimțat. Monedele din tombac cuprat au valoarea nominală de 1 leu, diametrul de 37 mm, greutatea de 23,5 grame și cantul zimțat. Toate monedele din această emisiune sunt rotunde și sunt de calitate proof.
Pe reversul tuturor monedelor din această emisiune au fost gravate portretul lui Alexandru Ioan Cuza și cel al mitropolitului Nifon, care a fost primul președinte al Senatului. Pe reversul monedelor au fost gravate numele personalităților reprezentate, iar în arc de cerc textul 150 DE ANI DE LA ÎNFIINȚAREA SENATULUI și 1864, anul evenimentului care este sărbătorit.